# Napoleon Dynamite (série télévisée d'animation)
Pour les articles homonymes, voir Napoleon Dynamite et Dynamite (homonymie).
Napoleon Dynamite est une série télévisée américaine d'animation en 6 épisodes de 23 minutes créée par Jared Hess et Jerusha Hess, diffusée entre le 15 janvier 2012 et le 4 mars 2012 sur le réseau Fox et en simultané au Canada sur le réseau Global.
Cette série est inédite dans les pays francophones.

## Synopsis
La série est fondée sur le film de 2004 de même nom.

## Distribution
Les acteurs du film original ont repris leurs rôles.
- Jon Heder : Napoleon Dynamite
- Aaron Ruell : Kip Dynamite
- Efren Ramirez : Pedro Sánchez
- Tina Majorino : Deb
- Sandy Martin : Grandma Dynamite
- Jon Gries : Oncle Rico
- Diedrich Bader : Rex
- Haylie Duff : Summer Wheatley
- Ricky Whittle : Jerusha Hess

## Épisodes
| N° | Titre français | Titre original   | Réalisation              | Scénario                   | Diffusion originale | Code de production | Audiences US (en M.) |
| -- | -------------- | ---------------- | ------------------------ | -------------------------- | ------------------- | ------------------ | -------------------- |
| 1  | Titre Inconnu  | Thundercone      | Dwayne Carey-Hill        | Jared Hess et Jerusha Hess | 15 janvier 2012     | 1AST04             | 9.50                 |
| 2  | Titre Inconnu  | Scantronica Love | Raymie Muzquiz           | Julie Thacker Scully       | 15 janvier 2012     | 1AST03             | 7.20                 |
| 3  | Titre Inconnu  | Ligertown        | Crystal Chesney-Thompson | Jared Hess et Jerusha Hess | 29 janvier 2012     | 1AST01             | 4.40                 |
| 4  | Titre Inconnu  | Pedro vs. Deb    | Edmund Fong              | Dan Vebber                 | 12 février 2012     | 1AST05             | 3.81                 |
| 5  | Titre Inconnu  | Bed Races        | Frank Marino             | Tom Gammill et Max Pross   | 19 février 2012     | 1AST02             | 4.41                 |
| 6  | Titre Inconnu  | FFA              | Stephen Sandoval         | Mike Scully                | 4 mars 2012         | 1AST06             | 4.05                 |

## Commentaires
Absente de la programmation 2012-2013 du réseau Fox, elle a été annulée le 14 mai 2012.